# Dachneigung

Grafische Profildarstellung der Dachneigung

Die Dachneigung bezeichnet die Neigung oder die Steilheit einer Dachfläche. Sie wird in der Regel als Winkel in Grad zur Waagerechten angegeben, gelegentlich auch in Prozent, nur selten als Zahlenverhältnis. Mit der Dachneigung ist immer der Traufwinkel gemeint und nicht der Gegenwinkel, den man Firstwinkel nennt.
Je nach Dachneigung bezeichnet man Dächer als Flachdach, flachgeneigtes Dach oder Steildach. In Bebauungsplänen finden sich neben Festsetzungen zur vorgeschriebenen Dachform oft auch solche zur Dachneigung.

## Berechnung
Die Dachneigung ergibt sich aus der Dachhöhe h (= senkrechte Entfernung vom Dachfirst zur Dachtraufe) und dem Grundmaß g bis Dachfirst (= waagrechte Entfernung vom Dachfirst zur Dachtraufe). Der Neigungswinkel {\displaystyle \alpha } lässt sich trigonometrisch berechnen:
{\displaystyle \alpha =\arctan {\frac {h}{g}}}
Bei der Umrechnung des Neigungswinkels {\displaystyle \alpha } in Steigung {\displaystyle x} und umgekehrt helfen folgende Formeln:
{\displaystyle \tan \alpha =x}
{\displaystyle \alpha =\arctan \left(x\right)}
Eine Dachneigung von 45° entspricht also einer Steigung von 100 %.

## Baukonstruktive Aspekte
Die Dachneigung hat Einfluss auf die Art der Dachdeckung, da bestimmte Systeme nur für einen definierten Neigungsbereich geeignet sind.
Je geringer die Dachneigung ist, umso größer ist die Gefahr, dass Treibregen oder Flugschnee unter die Dachdeckung kommt und den Dachstuhl schädigt. Aus diesem Grund ist die Dachneigung von Gebäuden in kalten Ländern mit Schneefall größer als in warmen Ländern. Doch auch die Wahl der Dacheindeckung hat Einfluss auf die Regensicherheit. Dachziegel beispielsweise schützen das Dach vor Regenschäden, da die Niederschläge von dem höher liegenden, überdeckenden Dachziegel so auf den darunter liegenden geleitet werden, dass das Wasser nicht in die Unterkonstruktion eindringen kann.
Ebenso ist bei geringen Neigungen der Selbstreinigungseffekt der Dachdeckung gefährdet und die Gefahr der Vermoosung wird erhöht. Selbst bei Flachdächern (≤ 3°) sollte die Steigung (Gefälle) mindestens 2 % betragen, damit Regenwasser sicher ablaufen kann und sich keine Pfützen auf dem Dach bilden.

## Regeldachneigung
Als Regeldachneigung bezeichnet man die Dachneigung, bis zu der sich eine Dachdeckung in der Regel als regensicher erwiesen hat. Das bedeutet, dass traufwärts fließendes Wasser im Normalfall nicht eindringt. Beispiele:
- FZ-Dachplatten, deutsche Deckung 25°
- Schiefer, altdeutsche Deckung 26,5°[2], altdeutsche Doppeldeckung 22°,
- Betondachsteine, hochliegende Längsfalz 22°
- Doppelmuldenfalzziegel 30°
- Flachdachpfanne 22°
- Kunststoffplatten 15°
- Trapezprofil, Stahl und Aluminium 4–7°
- Industriestehfalz 0,5°
- Bitumenschindeln 15° bis 85°, abhängig von der Sparrenlänge und Schindelform

Die Regeldachneigung wird auch häufig als Mindestdachneigung bezeichnet. Dies ist nicht ganz richtig, denn der Begriff Mindestdachneigung würde bedeuten, dass diese Dachneigung auf keinen Fall unterschritten werden darf. Ein Dach kann aber mit einer geringeren Dachneigung als der Regeldachneigung eingedeckt werden. Da dann die Regensicherheit nicht gewährleistet werden kann, sind dann zusätzliche Maßnahmen erforderlich, zum Beispiel ein wasserdichtes Unterdach.